# La grande A
La grande A è il romanzo d'esordio della scrittrice Giulia Caminito. La prima pubblicazione è avvenuta nel 2017.

## Storia editoriale
Il romanzo ha vinto il Premio Berto, il Premio Bagutta (sezione Opera Prima) e il Premio Brancati (sezione Giovani).

## Trama
1944-1949 - Giada è stata affidata molti anni prima a una zia e la madre, Adi, è partita per l'Africa, dove dapprima ha guidato i camion e quindi ha aperto un bar. Adi paga generosamente per il mantenimento di Giada (e di altri due figli sistemati altrove), ma la zia lesina su tutto e ruba i soldi ricevuti, spendendoli a favore proprio e della sua famiglia. Finché c'è la guerra, le difficoltà sono tante, ma negli anni seguenti alla pace Giada riesce a studiare e completare la scuola media. Dovrebbe andare al liceo, però la zia la obbliga ad entrare in una fabbrica, dove già lavora sua figlia Anna. Per tutte queste ragioni, Giada attende il ritorno della madre, per poterla seguire nella Grande A, l'Africa.
Adi arriva nel 1949 e accusa la zia di averle rubato denaro e di aver trattato male la figlia. Dopo un feroce litigio, Adi se ne va ridendo in faccia alla sorella perché questa ha destinato il corredo nuziale di Giada alla propria figlia, che però (e lo sanno tutti) non ha propensione per gli uomini. A Giada la madre spedisce i soldi per acquistare il vestiario adatto al clima africano; anche la sorella minore di Giada (Rina) dovrebbe partire, ma rifiuta di farlo. È stata trattata benissimo dalla famiglia ospitante e non vuole saperne di lasciare Legnano. Così Giada parte con Adi e dopo un lungo viaggio per mare, arrivano ad Assab.
1950-1955 - Il bar di Adi è aperto dalle sei del mattino fino alle due di notte. Sempre pieno di avventori che dopo la chiusura si trattengono sui tavoli all'aperto a giocare. Giada si adatta subito e apprende ogni aspetto della gestione, insegna anche a scrivere e a tenere il registro dei conti all'aiutante Hamed. Al bar ci sono due presenze particolari: uno è Orlando, che è quasi un compagno di Adi, sebbene lei tenga oltremodo alla sua indipendenza; l'altro è un giovane di Asmara, Giacomo Colgada, abituato a fare grandi corse in auto nel deserto. Aveva visto Giada durante l'ultima parte del viaggio e ora si permette qualche audacia con lei: Adi, sempre vigile, lo sorprende a baciare la figlia e lo obbliga a sposarla.
Giacomo ha un bell'aspetto, vive alla grande lavorando per gli inglesi e si sposa ad Asmara con i mezzi che gli offre il suo principale, Mr. Champion. Il matrimonio non piace alla famiglia Colgada, ma per il momento la madre e la sorella dello sposo cercano di non mostrare il loro animo. Eppure Giada e Giacomo non si conoscono quasi e lei, priva di esperienza, per lungo tempo non riesce ad avere rapporti intimi con lui. Quando i due rompono il ghiaccio, si trovano ben presto genitori di un bimbo, Massimiliano. Intanto Giacomo comincia a mostrare un carattere indolente: continuamente perde il lavoro e ne trova un altro, non si fa pagare dagli amici quando si riforniscono da lui. Infine si innamora di una russa e lascia casa e famiglia per seguirla in Italia.
Preso atto della situazione, Adi prende con sé il piccino (anche per sottrarlo alle due Colgada) e manda Giada ad Addis Abeba a lavorare presso un importatore. I mobili della casetta coniugale sono venduti e Giada va a pensione dalla signora Bedot,  che vive con una figlia un po' strana.
1955-1961 - Ormai Giada non attende più Giacomo, invece questi arriva e comincia a recriminare sul comportamento della moglie. Abituata da sempre a difendersi, lei gli impone di rifare la casa come prima della sua fuga: solo a queste condizioni andrà a vivere con lui e riprenderà il figlio. Ciò avviene, ma la madre e la sorella di Giacomo si installano nella casa più vicina, con lo scopo di maritare Nadia, ormai quasi fuori gioco. La comunità italiana della città ha aperto un circolo bellissimo e tutti si ritrovano ogni giorno, tranne la domenica, che è dedicata al cinema. È una vita bella e divertente: Giada ama ballare e apprende a giocare a carte, rivelandosi formidabile. Con Giacomo si stabilisce una certa amicizia.
Con l'arrivo degli anni Sessanta, in Etiopia scoppia una rivoluzione. La comunità italiana è protetta dal Negus Hailé Selassié, ma la paura dà vita a un esodo verso l'Italia, che non si interessava da tempo di questi cittadini. Dopo un grave litigio con madre e sorella, Giacomo acconsente che Giada e il figlio partano e lui li raggiungerà. Adi è stata tra i primi ad andarsene e si è trovata una cascina a 11 chilometri da Ravenna, è lì che Giada si stabilisce, decidendo che d'ora in poi la madre sarà la sua unica Grande A.
1962-1974 -  La campagna ravennate è triste e gelida. Massimiliano ha difficoltà a scuola, mentre Giada ne ha con i compaesani che fanno finta di non capire quello che dice. Adi invece non si fa scoraggiare e dà l'esempio nel condurre la cascina e occuparsi di piante e animali. Giacomo di nuovo non si fa vedere e Giada, oltre ad aiutare il figlio perché abbia soddisfazioni scolastiche, si adatta a lavorare in un ristorante. Con il tempo l'ostilità  generale si allenta, di fronte alla capacità di affermazione mostrata da Giada e Massi. E, inatteso, arriva il telegramma con cui Giacomo annuncia il suo rientro. Quando arriva, Adi gli impone alcune precise condizioni affinché egli garantisca alla famiglia ciò che ha sottratto loro con le sue latitanze. Giacomo si rivolge agli amici rientrati dall'Africa per un posto di lavoro. Lo trova a Roma e vi si reca con la non entusiasta Giada. E finalmente la famiglia si tranquillizza, grazie all'atmosfera romana, accogliente e varia.

## Personaggi
Famiglia Valente:
- Giada detta anche Giadina, nata intorno al 1932. Nel libro si segue il suo punto di vista.
- Adi (Adele), madre di Giada, Rina e Duccio; sposata, ha lasciato il marito, mettendo i bambini a pensione da persone diverse, che ricevono denaro sufficiente per occuparsene.
- Pietro Valente, marito di Adi e padre dei suoi figli.
- Rina, figlia di Adi e Pietro, vive con la famiglia Vighi che la tratta benissimo.
- Duccio, non compare mai nel romanzo: è più volte nominato.

Legnano, persone che hanno in comune il cortile e le cantine ove ripararsi dai bombardamenti.
- Zia, sorella di Adi, ha in affido Giada ma la tratta malissimo.
- Nonna, suocera della Zia, cieca, dorme con Giada e la picchia perché non è sua nipote.
- Anna, figlia della zia, ha qualche anno più di Giada.
- Vighi, due coniugi piuttosto anziani che si occupano di Rina.
- Luisa, giovane che ha perso in guerra il fidanzato Tonino. Vive con i genitori e fa sempre qualcosa per Giada.

Assab
- Hamed, lavora per Adi al bar.
- Orlando, produttore di ghiaccio, ravennate di nascita e convinto sostenitore del Duce.

Asmara
- Champion, funzionario inglese.
- Giacomo Colgada, marito di Giada, lavora per gli inglesi e in seguito per gli americani. Giovane spericolato.
- Madre di Giacomo, vive ad Asmara e non si sa nulla del marito o padre dei suoi figli.
- Nadia, sorella di Giacomo.
- Mario, maturo marito di Nadia, muore dopo quattro mesi di matrimonio.
- Massimiliano detto Massi, unico figlio di Giada e Giacomo.

Addis Abeba
- *Signora Bedot, insegnante di pianoforte, affitta una stanza a Giada.
- Nicole, figlia della Bedot.
- Rachele, Dalila, amiche di Giada.
- Stirasacchi, commerciante importatore, Giada lavora per lui in ufficio con Rachele.

## Edizioni
- Giulia Caminito, La grande A, Collana Le chiocciole ,Firenze-Milano : Giunti, 2016 ISBN 978-88-09-95970-5
- Giulia Caminito, La grande A: [romanzo] Collana Scrittori Giunti,2016 ISBN 978-88-09-80456-2